# Nastrino (decorazione)

La Croce d'Argento dell'Ordine Virtuti Militari

Il nastrino o barretta è una piccola decorazione che viene indossata da membri delle forze armate (nei corpi di esercito, marina e aviazione), della polizia e dei vigili del fuoco oltre che da alcuni civili. I nastrini sono solitamente utilizzati quando l'utilizzo completo della decorazione o della medaglia è considerato inappropriato o poco pratico, o in presenza di più decorazioni.

## Disegno
Solitamente il disegno dei nastrini riprende, in forma ridotta, quello del nastro che sostiene la corrispondente medaglia. Alcune decorazioni non dispongono di medaglia vera e propria ma sono concesse unicamente nella forma di nastrino.

## Costruzione
I nastrini, realizzati in stoffa, sono montati solitamente su una barra metallica in forma di spilla che viene appuntata sulla giacca ed assicurata tramite un fermo sul retro. Più nastrini, inoltre, possono essere montati su un'unica barra metallica.

## Disposizione
Normalmente i nastrini sono utilizzati nelle uniformi d'ufficio e da cerimonia, mentre vengono raramente indossati nelle uniformi da combattimento, sebbene alcuni Paesi (come Cuba) mantengano la pratica standard di indossare tutte le barrette anche sull'uniforme quotidiana. In alcune forze militari è severamente vietato indossare le decorazioni sull'uniforme quotidiana in quanto questo può aumentare l'identificabilità degli ufficiali a scapito della pratica di mimetica.

## Esempi notabili
- Generale George S. Patton

- Generale John J. Pershing (prima guerra mondiale)

|                                                                                                   |                                                                                                   |                                                                                                   |
|                                                                                                   |                                                                                                   |                                                                                                   |
|                                                                                                   |                                                                                                   | Bronze star · Bronze star · Bronze star · Bronze star · Bronze star · Template:Ribbon devices/alt |
| Bronze star · Bronze star · Bronze star · Bronze star · Bronze star · Template:Ribbon devices/alt | Bronze star · Bronze star · Bronze star · Bronze star · Bronze star · Template:Ribbon devices/alt |                                                                                                   |

- Eroe dell'Unione Sovietica Vasily Grigoryevich Zaitsev